# OLPC XO-3
XO-3 —  планшетный компьютер\электронная книга, разработанный в рамках проекта «рус. по ноутбуку на ребёнка» (One Laptop Per Child), который в ноябре 2012 года был заменён проектом XO-планшет. Согласно плану планшетный компьютер заменил собой нетбук с двумя экранами концепции XO-2. Внутреннее обозначение проекта XO 1.75 и аппаратные комплектующие остались те же, включая процессор ARM.
XO-3 характеризуется 8-дюймовым экраном с соотношением сторон 4:3 и разрешением 1024 X 768 точек, а также использованием «системы на кристалле» (SoC) Marvell Technology Group Marvell PXA618 «Armada». XO-3 задействует специфические варианты зарядных устройств, действенных в условиях отсутствия электросетей: солнечные батареи и динамо.
Планшетные компьютеры XO-3 планировалось выпустить в 2012 году с целевой ценой ниже 100 долларов. Варианты питания XO-3 от солнечных батарей и динамо демонстрировались на Международной выставке Consumer Electronics Show (CES) в январе 2012 года.

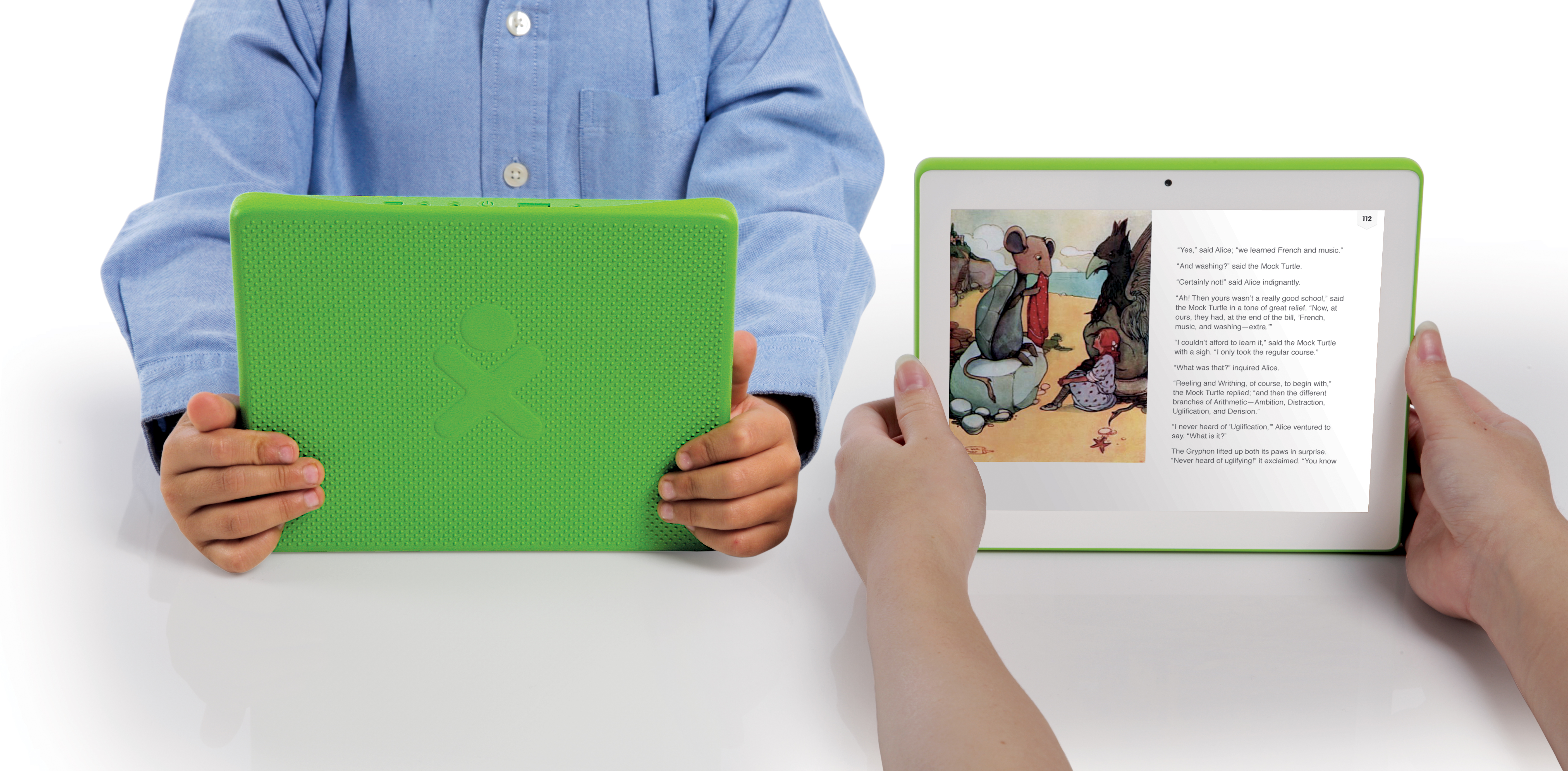
Лицевая и тыльная стороны.
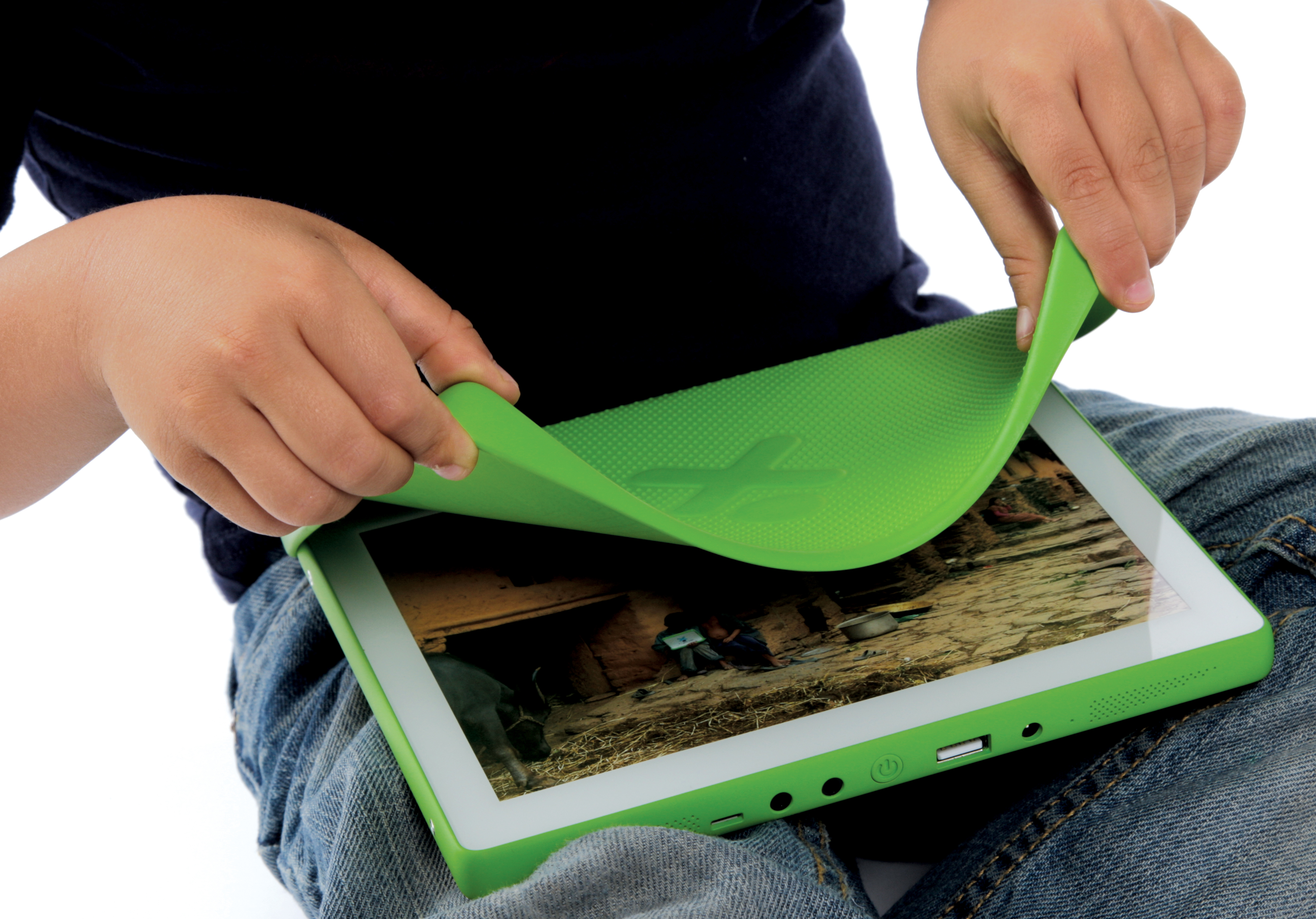
Гибкая крышка.
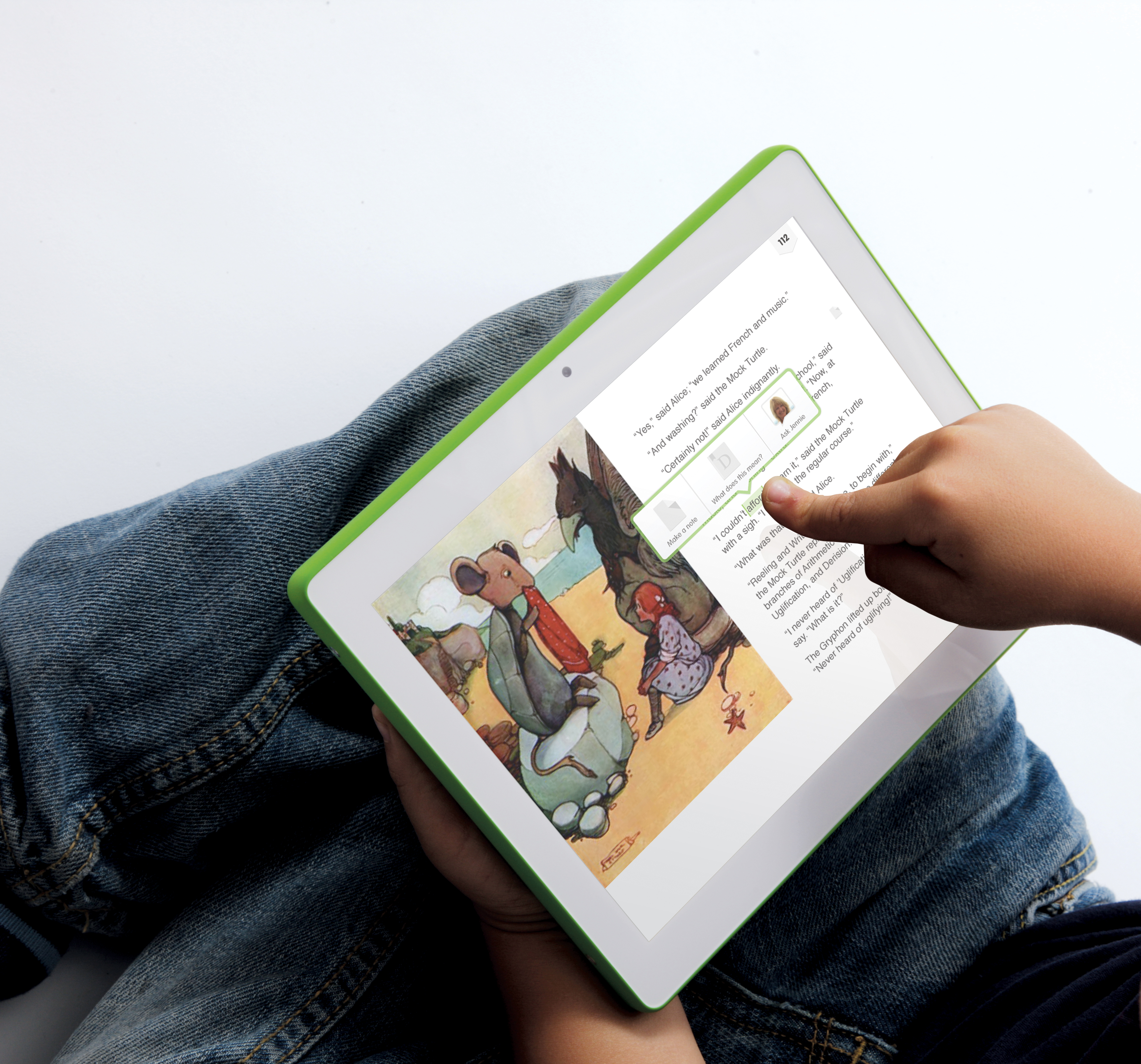
Управляемый нажатиями экран.
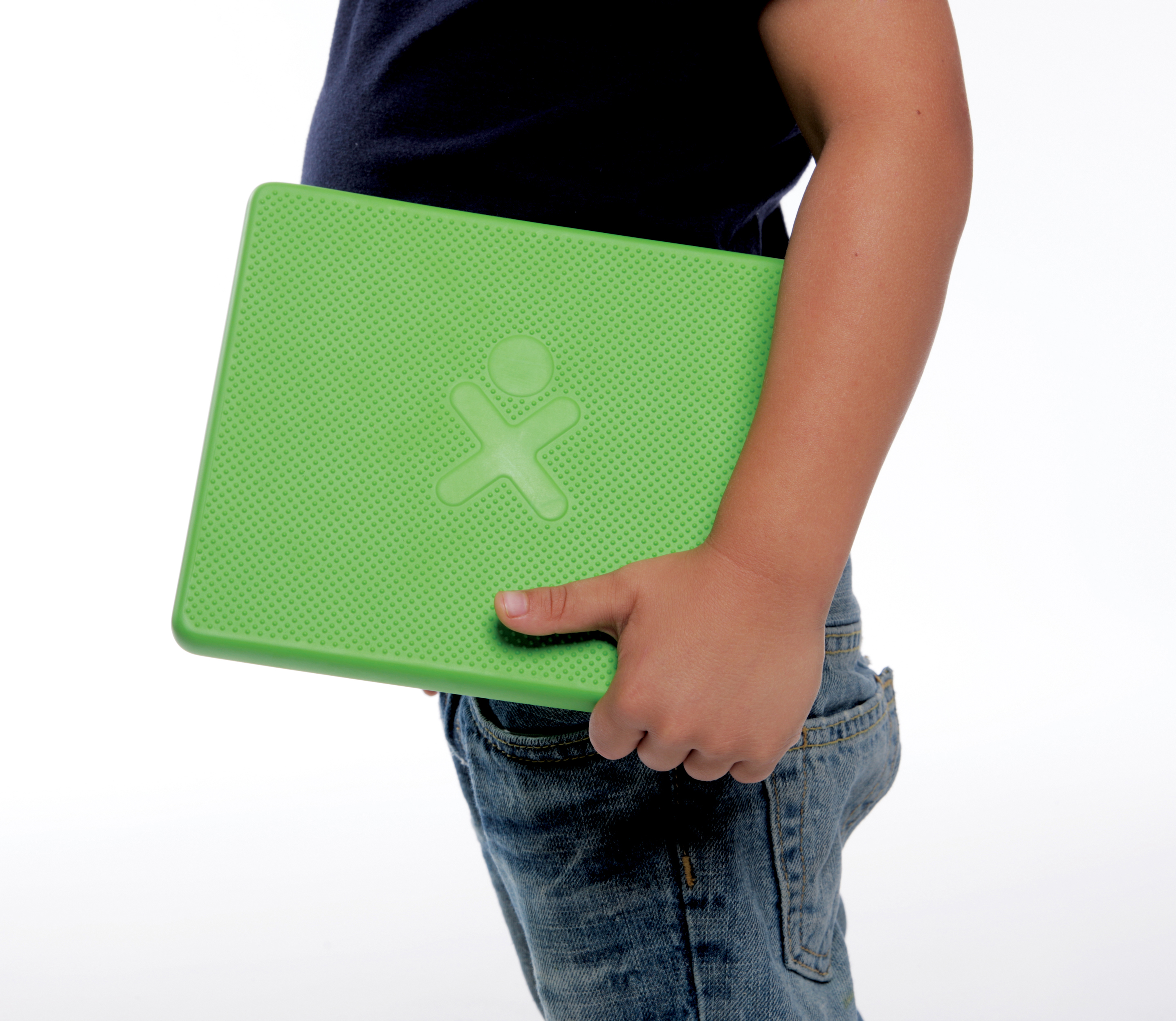
В сборе.